# Edeltraud Koller
Edeltraud Koller (* 1970) ist eine österreichische römisch-katholische Theologin und Hochschullehrerin.

## Leben
Koller studierte Sozial- und Wirtschaftswissenschaften (Studienrichtung Wirtschaftspädagogik) an der Universität Linz mit Sponsion zur Mag.a rer.soc.oec. (1996) sowie katholische Theologie (Studienrichtung Selbstständige Religionspädagogik) an der Katholischen Privat-Universität Linz (KU Linz) mit Sponsion zur Magistra Theologiae (1997). Im Jahr 2007 erfolgte ihre Promotion zur Doktorin der Theologie.
Von 1997 bis 2001 arbeitete Koller als Pastoralassistentin an der Linzer Pfarrkirche St. Peter und unterrichtete parallel dazu bis 1999 als Religionslehrerin an verschiedenen Schulen in Linz. Von 1999 bis 2001 leitete sie das Bildungs- und Gästehaus Schloss Riedegg. Es folgten Tätigkeiten als Universitätsassistentin an der KU Linz: von 2001 bis 2011 am Institut für Moraltheologie und von 2006 bis 2015 am Lehrstuhl für Christliche Sozialwissenschaften und für den Bereich Wirtschaft-Ethik-Gesellschaft. Koller hatte außerdem von 2005 bis 2010 in Linz einen Lehrauftrag für Wirtschafts- und Unternehmensethik an der FH Oberösterreich (Studiengänge Sozialmanagement und Verwaltungsmanagement) sowie von 2008 bis 2015 einen Lehrauftrag für Moraltheologie an der Pädagogischen Hochschule der Diözese Linz (Institut für die Ausbildung von Religionslehrern) inne, wo sie zuletzt als Professorin für Moraltheologie, Ethik und Politische Bildung lehrte. 2014 führte sie ein Lehr- und Forschungsauftrag an das Institut für Sozialethik der Theologischen Fakultät der Universität Luzern.
2015 wechselte Koller als Juniorprofessorin für Moraltheologie mit Lehrstuhlvertretung an die Philosophisch-Theologische Hochschule Sankt Georgen in Frankfurt am Main, wo sie sich 2019 im Fach Moraltheologie habilitierte. Seit 2022 lehrt sie an dieser Hochschule als Professorin für Moraltheologie.
Kollers Forschungsschwerpunkte sind theologisch-ethische Erkenntnisquellen, Ethik der Morallehre, Moraltheologie als öffentliche Theologie, Gender und Geschlechtergerechtigkeit, Ethik der Lebensformen und Medizinethik.

## Schriften (Auswahl)
- mit Ansgar Kreutzer, Bernhard Vondrasek: Skandal Arbeitslosigkeit. Theologiesche Anfragen. Wagner, Linz 2007, ISBN 978-3-902330-23-9.
- Gutes Leben durch die Wirtschaft? Eine theologisch-ethische Kritik der Dominanz der Ökonomie. Dargestellt am Einfluss der Rede vom „ökonomischen Sachzwang“ auf die menschliche Orientierung und Sinnerfahrung.  Zugl. Dissertation. Hampp, München 2008, ISBN 978-3-86618-242-4.
- als Hrsg. und Mitautorin: Exzess. Vom Überschuss in Religion, Kunst und Philosophie. Transkript, Bielefeld 2009, ISBN 978-3-8376-1192-2.
- als Hrsg. und Mitautorin mit Ferdinand Reisinger, Michael Rosenberger: Wegsperren oder einschließen? Die Praxis der Freiheitsstrafe zwischen Inklusion und Exklusion. Lang, Frankfurt/Main 2010, ISBN 978-3-631-60813-5.
- Die Wissenschaften als Erkenntnisquelle der katholischen Morallehre. Die Päpstliche Akademie der Wissenschaften als Modell der ethischen Integration eines Locus theologicus alienus. Aschendorff Verlag, Münster 2020, ISBN 3-402-11947-1.
- Die MeToo-Debatte. In: Konrad Hilpert, Jochen Sautermeister (Hrsg.): Moralismen. Formen und Strukturen einer neuen Sensibilität. Herder, Freiburg/Basel 2022, ISBN 978-3-451-39376-1, S. 135–148.